# Vladimir Sergueïevitch Iliouchine
Pour les articles homonymes, voir Iliouchine.
Vladimir Sergueïevitch Iliouchine (en russe : Владимир Сергеевич Ильюшин) est un pilote d’essai soviétique né le 31 mars 1927 et mort le 1er mars 2010, fils du concepteur d’avions Sergueï Iliouchine.

## Biographie
Vladimir Iliouchine fut pilote d’essai chez Soukhoï.

Il pilota pour leurs premières fois les appareils : Su-11 (1958), Т-5 (1958), Su-15 (1962), Su-17 (1966), Su-24 (1967), Т-4 (1972), Su-25 (1975), T-10 (1977) et le Su-27 (1977).

## Rumeurs
Une hypothèse le donne comme cosmonaute qui aurait effectué un vol orbital secret le 7 avril 1961, quelques jours avant le vol officiel de son compatriote Youri Gagarine. 

Cette théorie affirme qu’après le lancement, un problème technique serait apparu et aurait obligé les contrôleurs de vol à précipiter le retour sur terre de la capsule. Dans une autre version de cette théorie, ce serait un évanouissement d’Iliouchine qui aurait retardé le retour sur terre. La capsule aurait alors atterri en République populaire de Chine, où Iliouchine aurait été retenu comme « invité » pendant près d’un an, avant d’être rendu aux autorités russes.

Cette rumeur fut l'objet de plusieurs documentaires après la déclassification des archives du Kremlin au public occidental lors de l'effondrement du rideau de fer.
Une autre hypothèse le présente comme ayant effectué le premier vol orbital le 12 avril 1961, mais revenu sur terre, blessé ou malade, il aurait été alors remplacé par Gagarine qui lui n'aurait jamais volé.
Or, l'ouverture des archives du Kremlin et de Baïkonour ne font à aucun moment apparaître Iliouchine dans les effectifs des cosmonautes de l'époque.